# رالف لارچر
رالف لارچر (انگلیسی: Rolf Larcher; ۹ ژوئن ۱۹۳۴ – ) قایقران روئینگ اهل سوئیس بود.
وی در مسابقات کشوری و بین‌المللی در مجموع برندهٔ ۱ مدال برنز شده‌است.